# Kyösti Rousti
Kyösti Veli Samuli Rousti (Helsinki, 29 febbraio 1936 – Helsinki, 25 giugno 2021) è stato un cestista finlandese.

## Carriera
Con la Finlandia ha disputato i Campionati europei del 1959.

## Palmarès
- Campionato finlandese: 1

ToPo Helsinki: 1960